# Turmhügel Harskirchen
Der Turmhügel Harskirchen ist eine abgegangene mittelalterliche Höhenburg vom Typus einer Turmhügelburg (Motte) bei 480 m ü. NN auf dem „Schlossberg“, am Osthang des Musbacher Grabens etwa 200 Meter südöstlich der Kirche St. Andreas von Harskirchen, einem Ortsteil der Gemeinde Adlkofen im Landkreis Landshut in Bayern, sowie 200 m westlich von Semmelberg. Die Anlage wird als Bodendenkmal unter der Aktennummer D-2-7439-0084 im Bayernatlas als „Burgstall des Mittelalters“ geführt.

## Beschreibung
25 m über dem Talgrund im Aklbrechtenholz liegt dieser Burgstall. Von der ehemaligen Mottenanlage ist noch der ovale Turmhügel mit ehemaliger Vorburg erhalten. Der Burgkegel ist steil geböscht und besitzt ein ovales Plateau von 25 (in Nordwest-Südost-Richtung) × 18 (in Südwest-Nordost-Richtung) m. Er wird von einem bogenförmigen Graben von der oberen Hangkante abgetrennt; die Grabensohle fällt vom Plateau aus um 6 bis 7,5 m ab. Das sich leicht nach Nordwest neigende Plateau weist zwei Eingrabungstrichter auf, der nordwestliche davon weist einen Durchmesser von 3,5 m und eine Tiefe von 2 m auf. Nach Norden und Nordwesten bildet die äußere Grabenböschung einen Damm, der den Burgkegel von einer nach Nordwesten vorgelagerten Vorburg antrennt. Diese hat die Ausmaße von etwa 30 × 30 m. Ihr Nord- und Nordwestrand wird durch einen im Hang auslaufenden flachen Graben begrenzt, dem nach außen ein flacher Wall vorgelagert ist. Auf dem Burgkegel wurden Ziegelreste festgestellt.